# Ligne d'arrêt Taunton
Pour les articles homonymes, voir Taunton (homonymie).

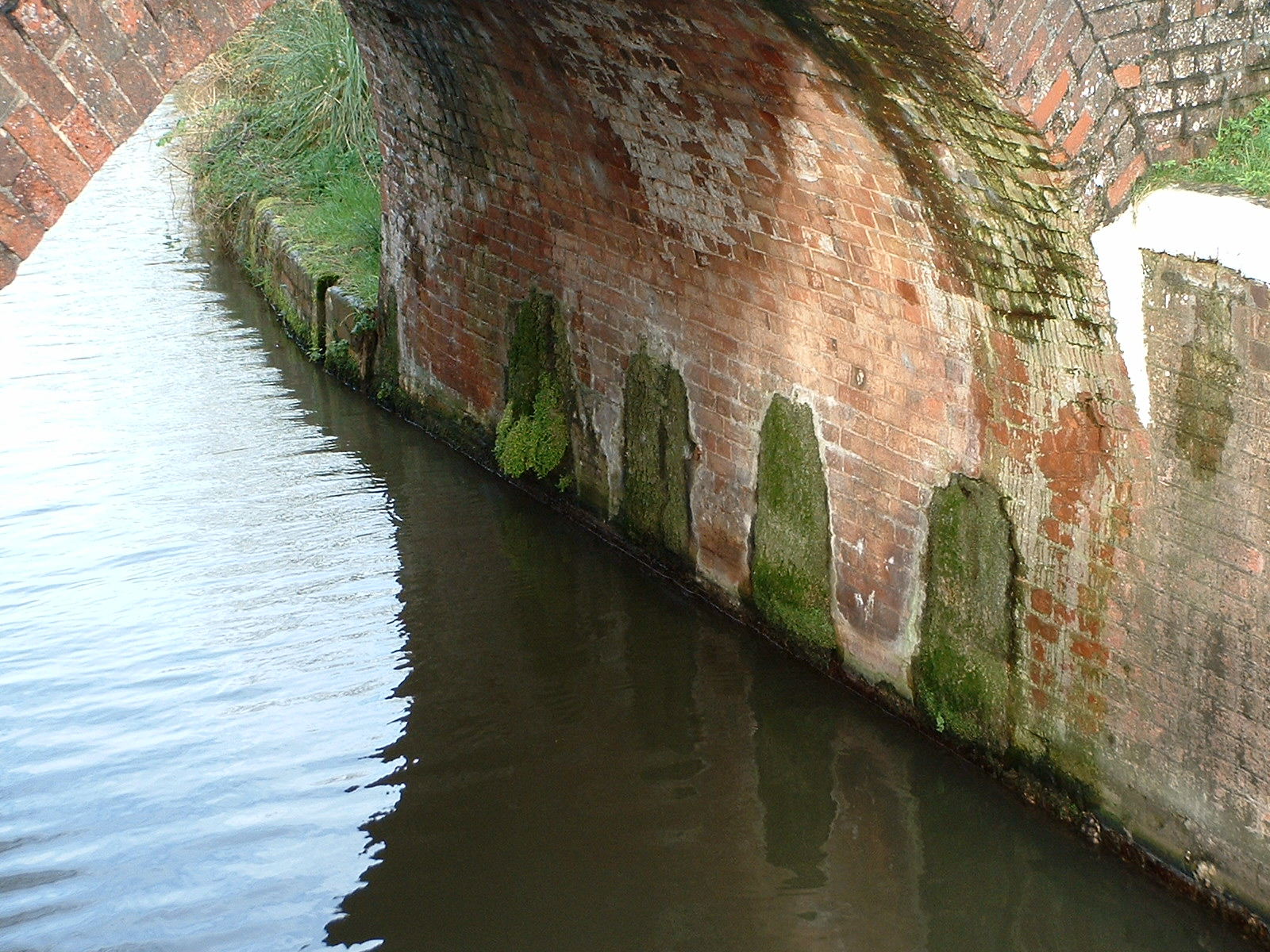
Chambres de démolition sous un pont sur le canal Bridgwater et Taunton plus tard, comblées de béton. Elles apparaissent aujourd'hui plus grandes que ce qu'elles étaient à l'origine

La ligne d'arrêt Taunton a été une ligne défensive de la Seconde Guerre mondiale située au sud-ouest de l'Angleterre. Elle a été conçue « pour arrêter l'avance de l'ennemi depuis l'ouest et plus particulièrement une avance rapide soutenue par des véhicules blindés de combat (jusqu'à la taille d'un char moyen allemand) qui pourraient avoir percé le premier rideau de défense ».
La ligne d'arrêt Taunton est l'une de la cinquantaine de lignes défensives similaires qui ont été construites autour de l'Angleterre, toutes conçues pour compartimenter le pays et contenir toute percée jusqu'à ce que des renforts puissent arriver. Les lignes d'arrêt s'appuyaient la géographie et des constructions pour avoir une défense continue. La ligne la plus intérieure et la plus longue était la ligne GHQ. Elle a été construite dans le cadre d'un ensemble de fortifications de campagne prévues sous la direction du général sir Edmund Ironside, le nouveau commandant en chef des forces de l'intérieur (Home Forces).
La ligne Taunton avait une direction nord-sud sur près de 80 km à travers le Somerset, le Dorset et le Devon, approximativement d'Axminster à Chard le long de la rivière Axe (en), puis le long du Grand chemin de fer de l'Ouest jusqu'à Ilminster. De là, elle suivait le chemin de fer et le canal Chard (en) jusqu'à Taunton, le canal Bridgwater et Taunton jusqu'à Bridgwater, et la rivière Parrett jusqu'à la côte près de Highbridge. Highbridge était également le point de départ pour la ligne GHQ (orientée est-ouest).
Mis à part les obstacles constitués des canaux, des rivières et des remblais de chemin de fer, au début de 1942, la ligne était défendue par 309 casemates de mitrailleuses légères (typiquement pour une mitrailleuse Bren), 61 positions de mitrailleuses moyennes (typiquement une mitrailleuse Vickers), 21 emplacements statiques de canons anti-char (équipés d'un canon de marine de la Première Guerre mondiale de six livres), ainsi que de nombreux obstacles anti-chars (pieux, cubes et pyramides en béton). De plus, des chambres de démolition avaient été aménagées sous les ponts les préparant à être démolis. D'autres armements ont été utilisés sur la ligne, notamment des fusils antichar Boys et des canons mobiles Ordnance QF 2 pounder.
Pour renforcer la ligne et en interdire l'accès aux grands axes est-ouest qui traversaient la ligne, 12 "îlots de défense" ont été ajoutés en 1941 à la ligne selon un plan conçu par le général Brooke, qui avait succédé au général Sir Edmund Ironside. Ils incluaient notamment Bridgwater et Creech St Michael.
Deux divisions des forces de réserve du GQG ont été initialement affectées à la défense de la ligne, mais à partir de l'automne 1940, la Home Guard a été de plus en plus mise à contribution.
De nombreux blockhaus sont encore visibles le long de la ligne.

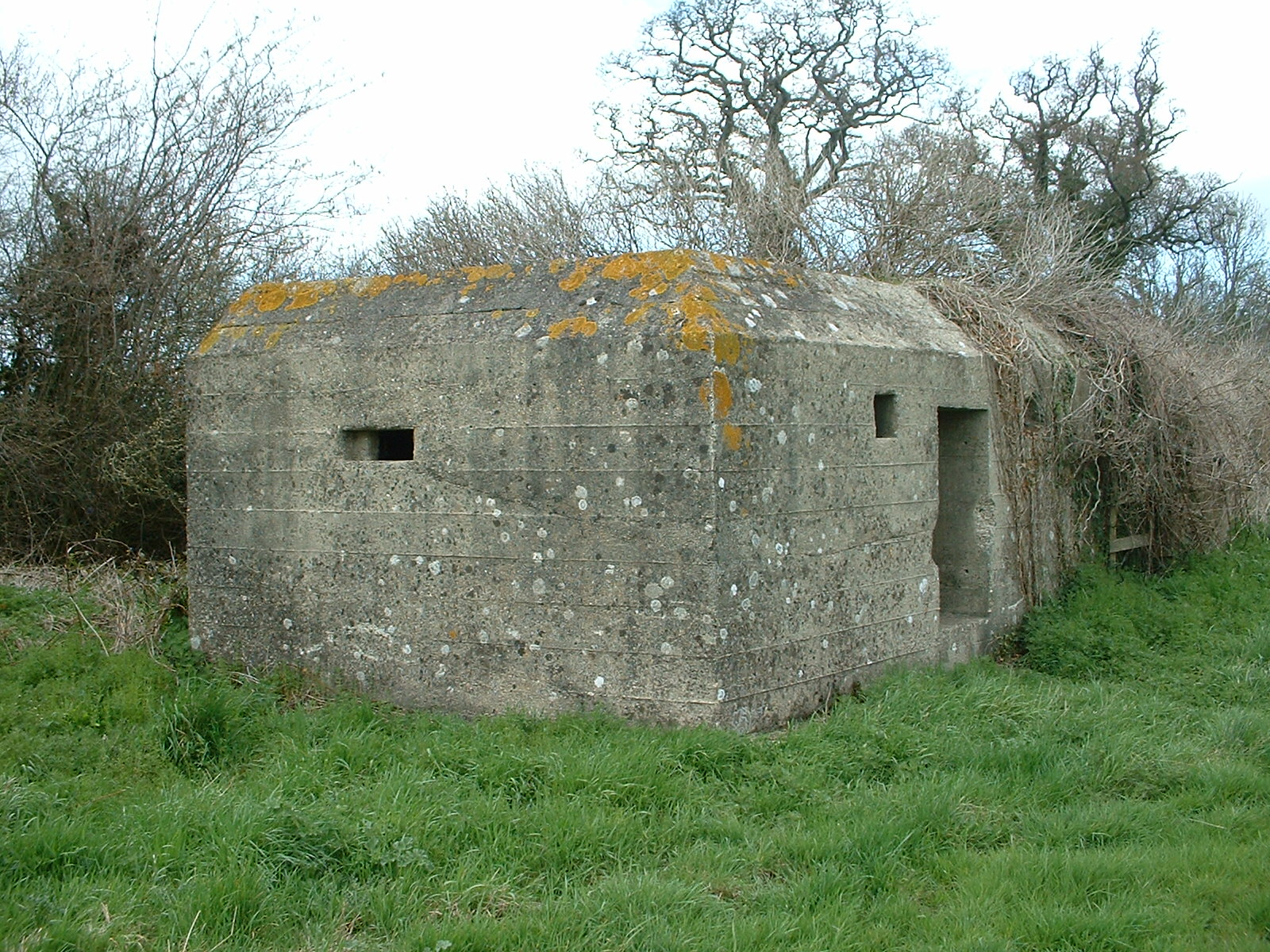
Casemate de la ligne d'arrêt Taunton.
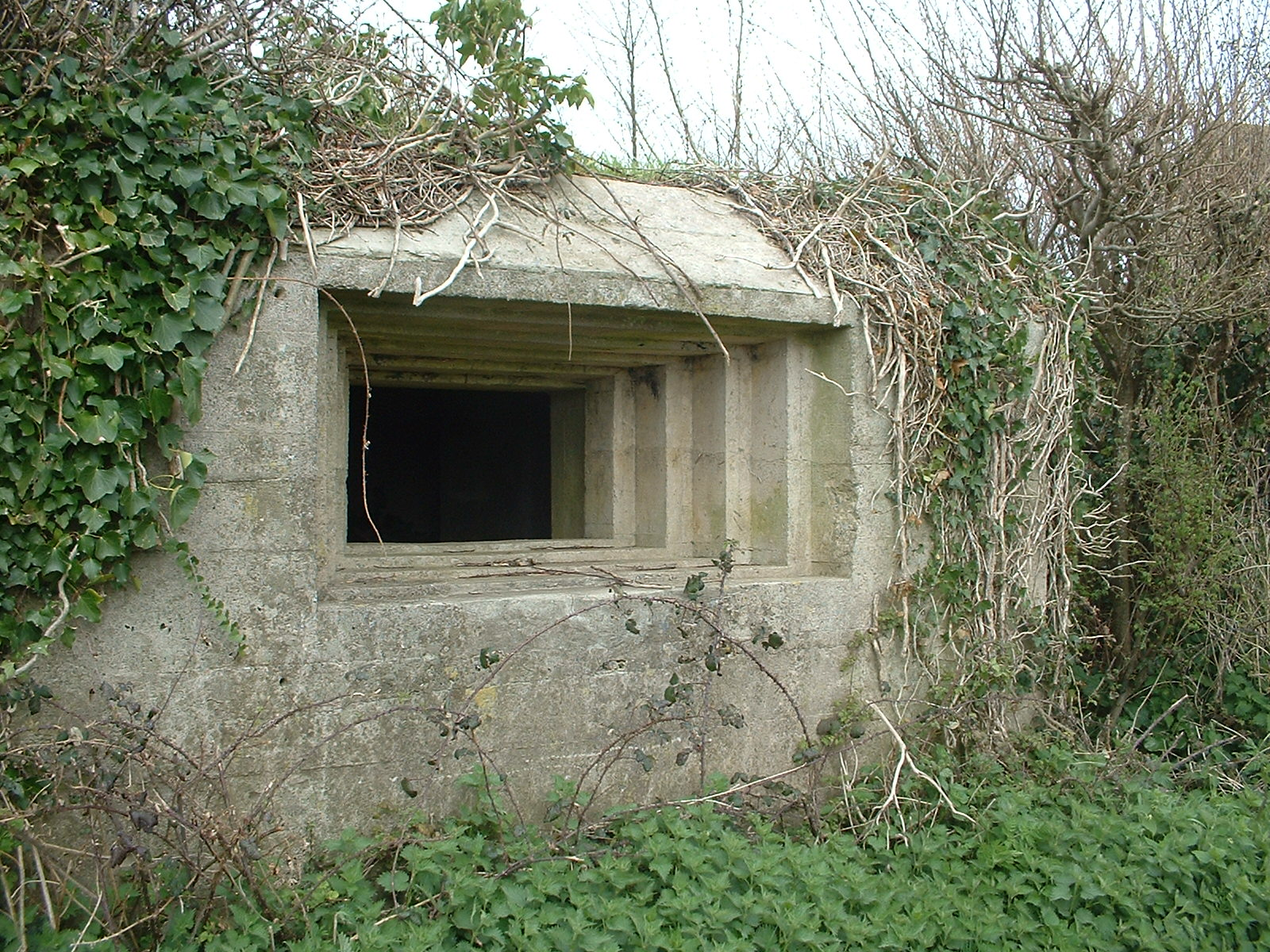
Emplacement de mitrailleuse moyenne Vickers avec de grandes embrasures. Sur la ligne Taunton ceux-ci sont généralement installés par paires.
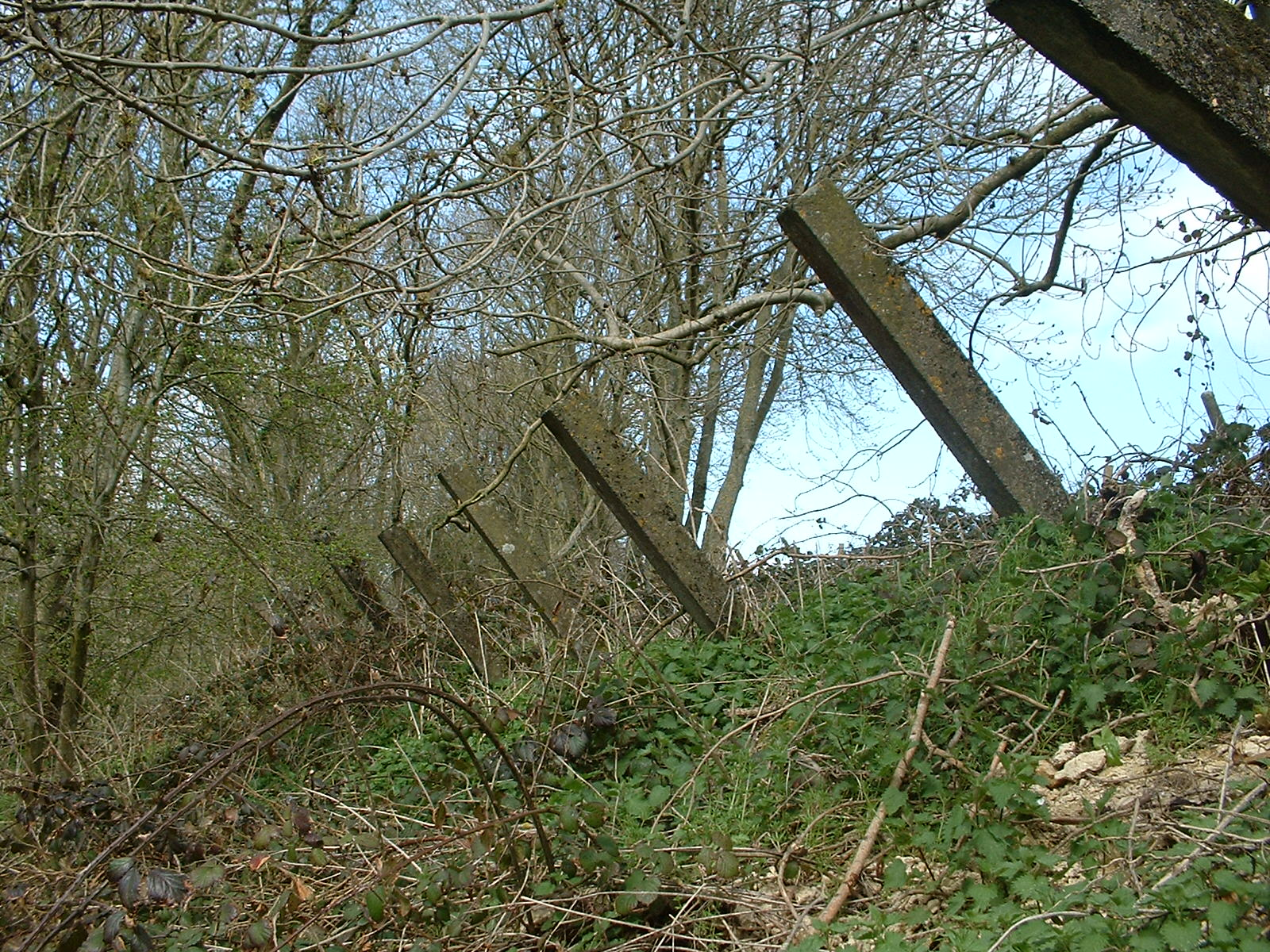
Pieux anti-chars en béton armé, de section carrée (20 cm de côté) d'environ 8 pouces (20 cm) et d'environ 2 m de long (partie émergée), au sommet de la côte orientale de la pente raide d'un remblai de chemin de fer. Ils étaient destinés à arrêter les chars ennemis escaladant la face abrupte du remblai.
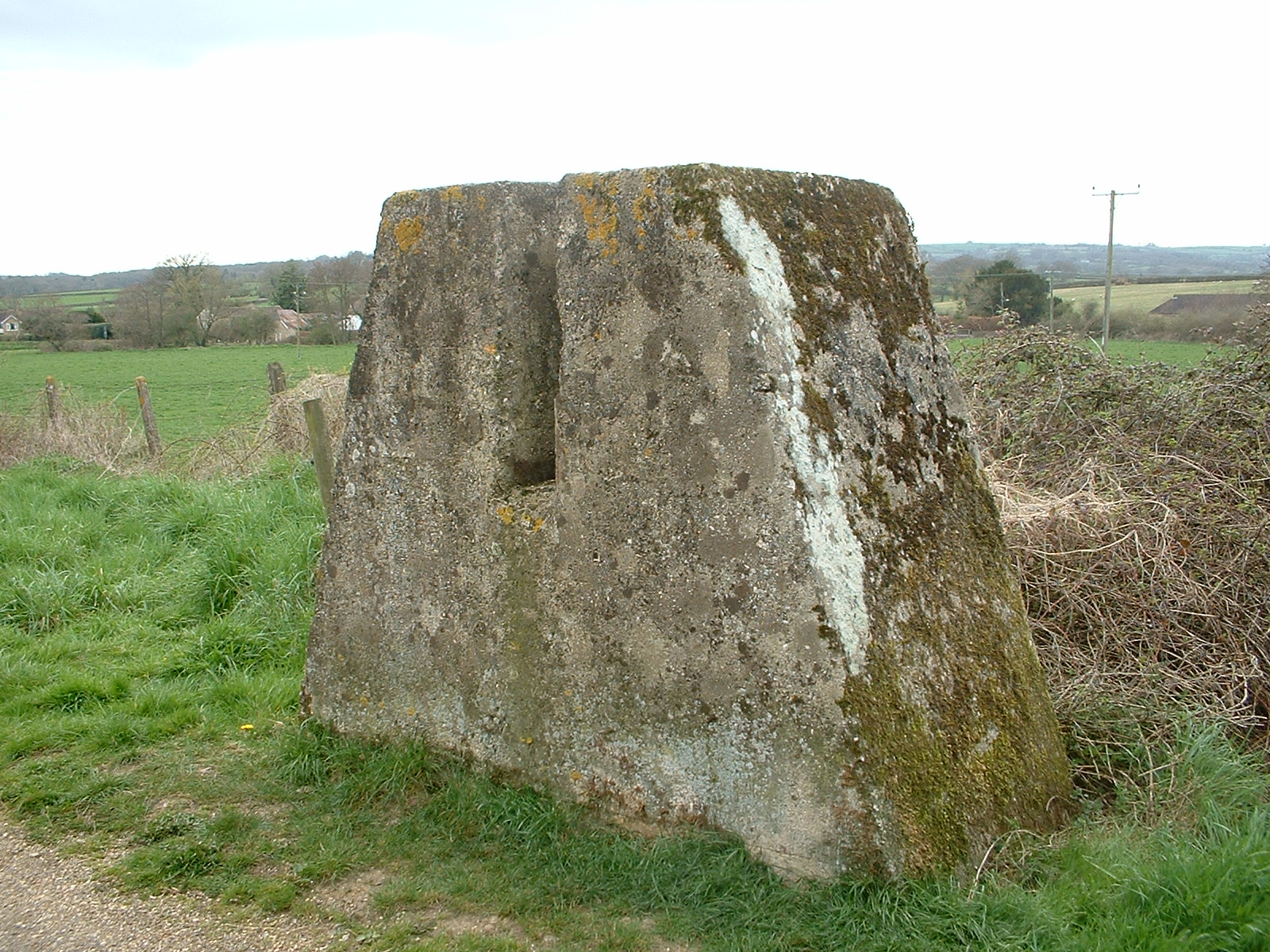
Un des deux blocs qui permettaient de bloquer rapidement la ligne de chemin de fer par l'insertion d'un obstacle comme un tronçon de rail. Le rail était destiné à arrêter les véhicules à chenilles ennemis progressant le long de la voie ferrée. La masse de béton est ancrée sur une fondation et fait environ 1,5m de haut.